# Studeria recens
Studeria recens is een zee-egel uit de familie Neolampadidae.
De wetenschappelijke naam van de soort werd in 1869 gepubliceerd door Alexander Agassiz.